# Aura (fromage)
Pour les articles homonymes, voir Aura.
L'Aura est un fromage bleu finlandais. Il est fabriqué à Äänekoski à partir de lait de vache, et affiné pendant six semaines ou douze semaines, la deuxième version vendue sous le nom Aura Gold.